# Zmijače
Zmijače (Ophiuroidea) razred su bodljikaša plosnata tijela a tankim, gipkim, oblim, zmijastim kracima kojih je uvijek pet ali se ponekad mogu granati.

## Građa tijela
Kreću se gibanjem krakova koje mogu savijati na sve strane, vješati se oko biljaka i koralja. Ako neki od krakova pukne, mogu ih nadoknaditi. Njihove prionljive nožice nemaju prianjaljke ni mjehuriće pa ne pridonose kretanju već služe za unošenje hrane u usta koja se nalaze s donje strane tijela. Oko ustiju je 5 pari uskih dugih pukotina u kojima se nalaze dišni i spolni organi.

## Razmnožavanje
Zmijače su većinom odvojena spola, ali su neke dvospolci koji u svakoj spolnoj vrećici imaju po jedan sjemenik i jajnik. Jajašca se većinom razvijaju u moru, kod rijetkih vrsta u tijelu ženke (u vrećicama u pukotinama pokraj ustiju).

## Stanište
Naseljavaju kamenito, pjeskovito ili muljevito dno. Cijelu Jadransku obalu. Po danu se skrivaju pod kamenjem i stijenama ili se ukopavaju u pijesak. Mladi primjerci se skrivaju među algama, morskim cvjetnicama, spužvama. Hrane se ostacima uginulih organizama ili su grabežljive, plijen su im poglavito školjkaši, puževi, rakovi.

## Razdioba
Poznato je više od 2000 vrsta zmijača, u Jadranskome moru živi 20 vrsta. Iz porodice Ophiomyxidae Ophiomyxa pentagona, iz porodice dubokomorskih zmijača Ophiocanthidae Ophiacantha, iz porodice vrlo dugih krakova Amphiuridae Amphiura chiajei, A. filiformis, Amphipholis squamata, iz porodice Ophiothricidae dlakava zmijača (Ophiothrix fragilis), Ophiothrix quinquemaculata, iz porodice Ophiodermatidae česta je velika zmijača (Ophioderma longicauda), vrste iz porodice Ophiolepidae imaju ploču prekrivenu ljuskama, Ophiura grubei, O. ophiura, O. albida, iz porodice Ophiuridae Ophiopsila aranea.

## Vanjske poveznice
|  | Zajednički poslužitelj ima još gradiva o temi Ophiuroidea |
|  | Wikivrste imaju podatke o taksonu Ophiuroidea             |